# Andrzej Zborski
Andrzej Zborski (ur. 1929 w Warszawie, zm. 27 września 2017 tamże) – polski artysta fotograf. Członek rzeczywisty Okręgu Warszawskiego Związku Polskich Artystów Fotografików.

## Życiorys
Andrzej Zborski związany z mazowieckim środowiskiem fotograficznym – mieszkał, pracował, tworzył w Warszawie. Fotografował od 1941 roku. Głównym tematem jego pracy twórczej było fotografowanie architektury Warszawy – począwszy od czasów powojennych (również fotografia reportażowa i społeczna). Miejsce szczególne w jego twórczości zajmowała fotografia kojarzona z wydarzeniami, widowiskami muzycznymi, związanymi z muzyką poważną (dokumentacja wydarzeń muzycznych – Międzynarodowe Konkursy Pianistyczne im. Fryderyka Chopina oraz Międzynarodowe Festiwale Muzyki Współczesnej Warszawska Jesień; portretowanie dyrygentów, kompozytorów, wykonawców). W 1966 po raz pierwszy zaprezentował swoje fotografie na wystawie autorskiej Tematy muzyczne – w warszawskiej Kordegardzie (w czasie późniejszym prezentowanej w innych polskich miastach oraz w Budapeszcie).
Andrzej Zborski uczestniczył w wielu wystawach fotograficznych; indywidualnych, zbiorowych, pokonkursowych – otrzymując wiele medali, nagród i wyróżnień. W 1967 został przyjęty w poczet członków rzeczywistych Okręgu Warszawskiego Związku Polskich Artystów Fotografików (legitymacja nr 219).
Jego fotografie znajdują się m.in. w zbiorach Fototeki ZPAF oraz Muzeum Sztuki Nowoczesnej w Warszawie.

## Publikacje (albumy)[1][11]
- Nasze muzyczne dwudziestolecie (Kraków 1965)
- Chopin i Jego Ziemia (Warszawa 1981)
- Wilanów (Warszawa 1981)
- Warszawska Jesień (Kraków 1983)
- Między Bagatelą a Zgodą (2010)[8]